# Fuga de Los Angeles
Escape from L.A. (Brasil/Portugal/PALOP: Fuga de Los Angeles) é um filme americano, do ano de 1996, dos gêneros ficção científica e ação, dirigido por John Carpenter.

## Enredo
Em 1998 um candidato à presidência (Cliff Robertson) prega em sua campanha que Los Angeles precisa ser "punida" pelos pecados que contém. No ano 2000 a cidade é separada do continente por um grande terremoto e se transforma em um local para qual todos os indesejáveis são remetidos. No ano 2013 o candidato do final do milênio tornou-se presidente vitalício mas sua filha (A.J. Langer), não concordando com a política ditatorial do seu pai, que suprimiu uma série de liberdades individuais, rouba uma "caixa preta", que tem o poder de "desligar" todo o planeta e a entrega para o principal chefe de quadrilha (Georges Corraface) de Los Angeles. Assim, um aventureiro (Kurt Russell), que é um misto de herói e bandido mas que em 1997 tinha salvado o presidente dos Estados Unidos, é "convocado" pelo presidente para recuperar a caixa e matar sua filha, mas se ele não cumprir a missão em menos de dez horas será morto por um vírus que foi colocado na sua corrente sanguínea.

## Elenco
- Kurt Russell.......Snake Plissken
- Steve Buscemi.......Eddie
- Peter Fonda.......Pipeline

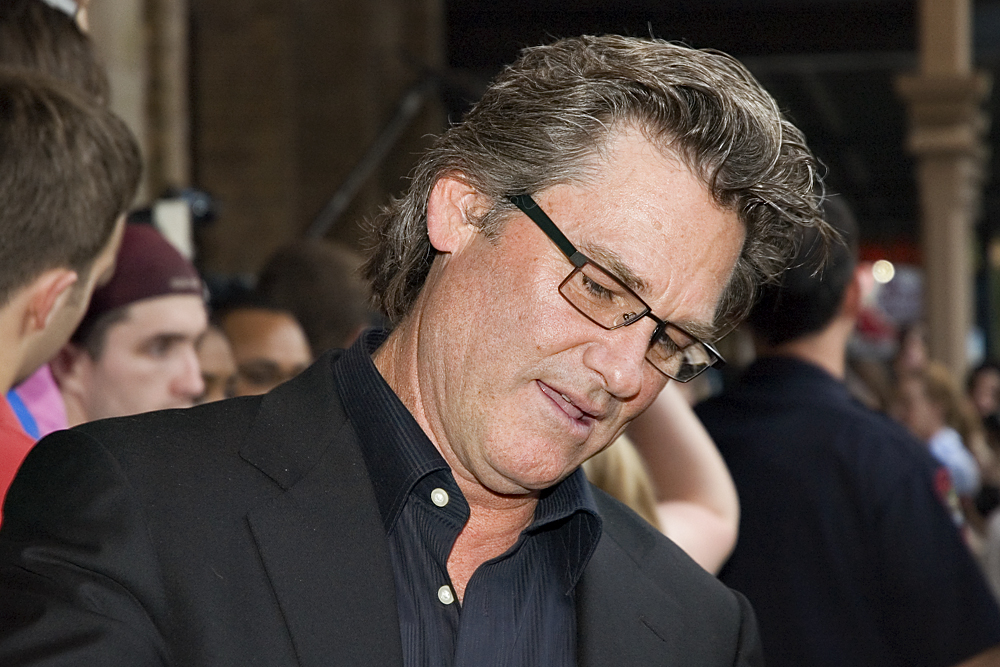
Kurt Russell interpreta Snake Plissken

- Cliff Robertson ........Presidente
- Valeria Golino.......Taslima
- Stacy Keach.......Comandante Malloy
- Pam Grier.......Hershe Las Palmas
- Bruce Campbell.......Cirurgião geral de Beverly Hills
- Georges Corraface.......Cuervo Jones
- Michelle Forbes.......Brazen
- A.J. Langer.......Utopia
- Ina Romeo.......Hooker
- Peter Jason.......Sargento
- Jordan Baker.......Policial
- Caroleen Feeney.......Mulher na Freeway
- Paul Bartel.......Congressista
- Tom McNulty.......Oficial
- Jeff Imada.......Saigon Shadow
- Breckin Meyer.......Surfista
- Robert Carradine.......Skinhead
- Shelly Desai.......Figura da capa
- Leland Orser.......Test Tube
- Kathleen Blanchard.......Voz da narradora
- William Luduena.......Mescalito #1
- Gabriel Castillo.......Mescalito #2
- William Peña.......Jacket Mescalito

## Crítica
- O filme foi mal recebido pela crítica, que o considerou uma tentativa de continuação caricata de Fuga de Nova York (Escape from New York).[7]

## Premiações
- Indicado

Academy of Science Fiction, Fantasy & Horror Films
Categoria Melhor Figurino Robin Michel Bush
Categoria Melhor Filme de Ficção Científica